# 1859 w polityce

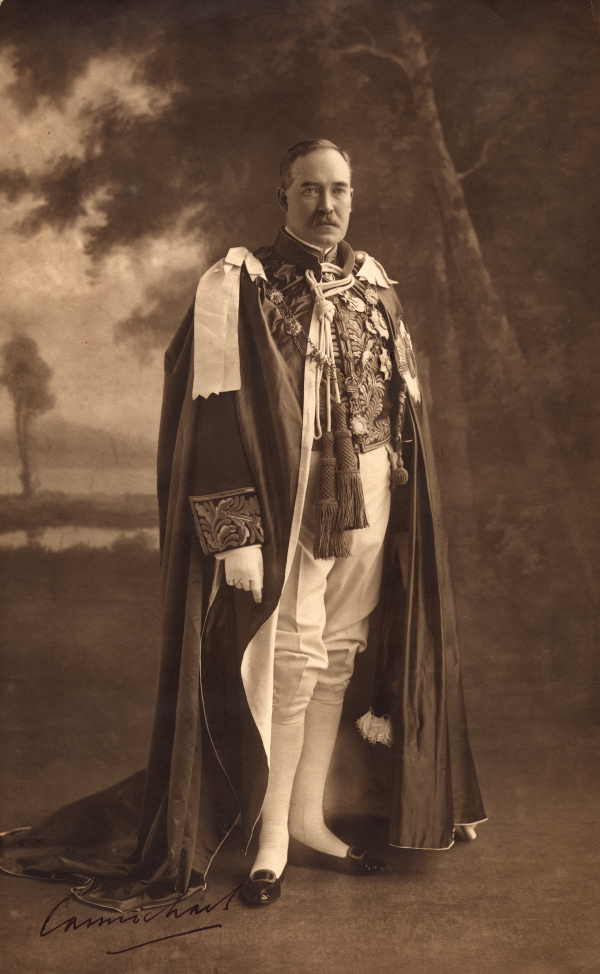
Thomas Gibson-Carmichael

Wydarzenia polityczne w 1859 roku.

## Wydarzenia
- 1 stycznia Poznań zaczyna wychodzić "Dziennik Poznański"[1].
- 3 marca układ francusko-rosyjski i zbliżenie obu państw, Francja poparła dążenia Rosji do rewizji pokoju paryskiego[2].

## Urodzili się
- 18 marca Thomas Gibson-Carmichael, brytyjski arystokrata[3].
- 14 września Jānis Čakste, łotewski polityk[4].

## Zmarli
- 28 grudnia Thomas Babington Macaulay, brytyjski polityk[5].